# Tortricopsis uncinella
Espèce
Tortricopsis uncinella est une espèce de lépidoptère de la famille des Oecophoridae.
On le trouve en Australie y compris en Tasmanie.

## Galerie

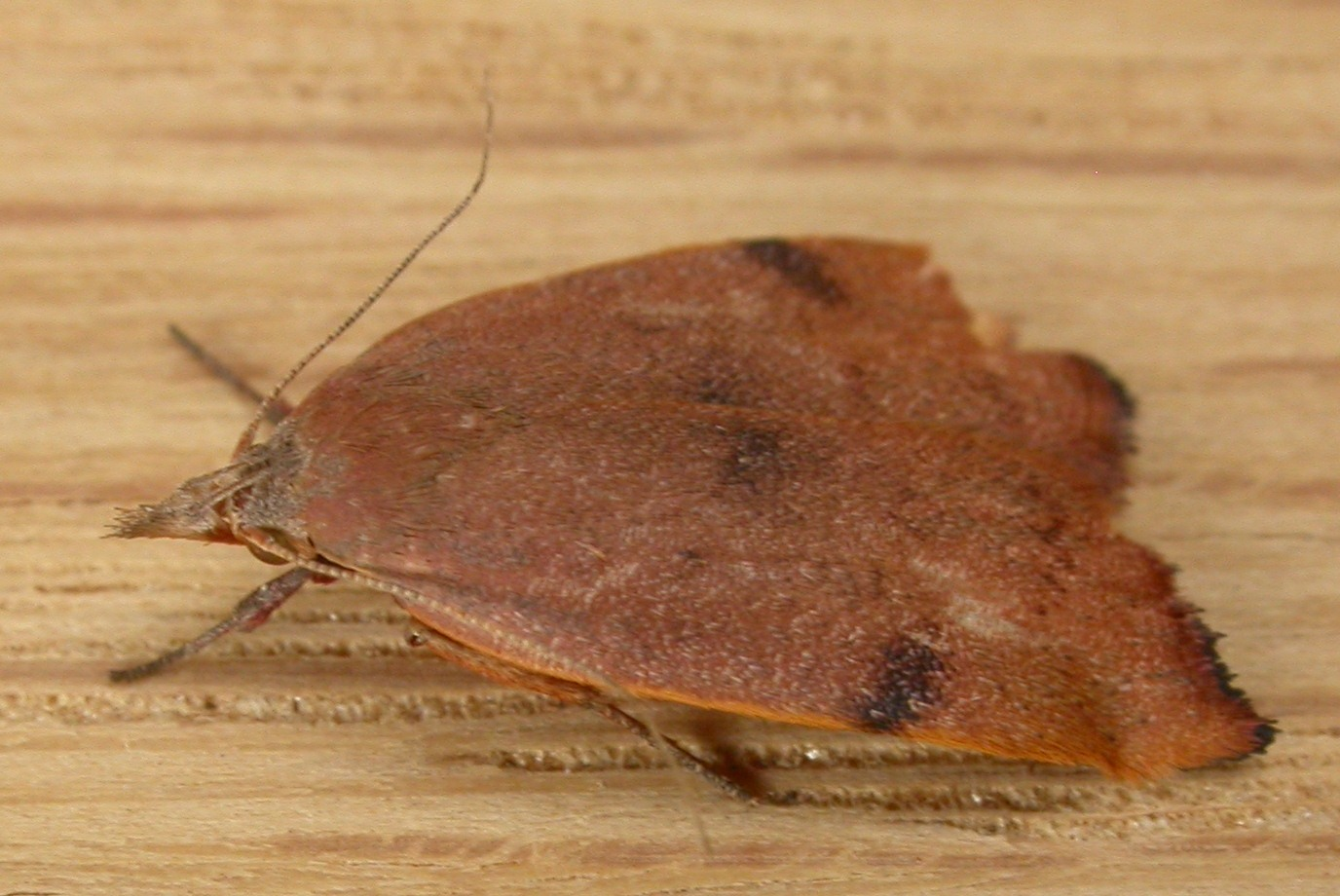